# U-43 (1939)
U-43 – niemiecki okręt podwodny typu IXA z okresu II wojny światowej. Okręt wszedł do służby w 1939.

## Historia
Zamówienie na budowę okrętu podwodnego zostało złożone w stoczni AG Weser w Bremie 21 listopada 1936. Rozpoczęcie budowy okrętu miało miejsce 15 sierpnia 1938. Wodowanie nastąpiło 23 maja 1939, wejście do służby 26 sierpnia 1939.
Okręt włączony do 6. Flotylli (sierpień – październik 1939 – szkolenie, listopad – grudzień 1939 – okręt bojowy), później 2. (styczeń 1940 – lipiec 1943). Dowódcami byli kolejno: Kptlt. Wilhelm Ambrosius, Kptlt. Wolfgang Lüth, Oblt. Hans-Joachim Schwantke. Podczas służby zdarzył się wypadek – 4 lutego 1941 z powodu błędu załogi okręt zatonął w porcie w Lorient, co spowodowało jego wyłączenie ze służby na trzy miesiące.
U-43 odbył 14 patroli bojowych, podczas których zatopił 22 statki o łącznej pojemności 126 167 BRT (w tym – pomyłkowo – niemiecki stawiacz min i łamacz blokady „Doggerbank”) oraz uszkodził 1 (10 350 BRT).
Zatopiony 30 lipca 1943 na południowy zachód od Azorów przez samonaprowadzającą się akustycznie torpedę Mk 24 Fido zrzuconą przez Avengera z lotniskowca eskortowego USS „Santee”. Zginęła cała – 55 osobowa załoga.